# 바닥 람풍 FC
바닥 람풍 FC(인도네시아어: Badak Lampung Football Club)는 반다르람풍을 연고로 하는 인도네시아의 축구단이다.

## 역대 감독
| 감독            | 임기 |
| --------------- | ---- |
| 젤코 페트로비치 | 2019 |
| 라파엘 베르헤스 | 2020 |